# The Fall Guy (película de 2024)
The Fall Guy (titulada: Profesión peligro en Hispanoamérica y El especialista en España) es una película estadounidense de comedia, suspenso y acción dirigida por David Leitch, escrita por Drew Pearce y protagonizada por Ryan Gosling y Emily Blunt. Es una adaptación de la serie de televisión de la década de 1980 del mismo nombre creada por Glen A. Larson, protagonizada por Lee Majors. Fue estrenada el 1 de mayo de 2024 por Universal Pictures.

## Sinopsis
Un doble de riesgo sufre un accidente durante una filmación en la que trabajaba junto a la chica que ama. Maltratado y pasado de moda, le llaman de nuevo a un plató de cine donde se filma la ópera prima de su antiguo amor y la estrella de acción quien lo reemplazó después del accidente y que ahora se encuentra desaparecido.

## Argumento
La película comienza con el doble de riesgo de Hollywood Colt Seavers hablando sobre lo importantes que han sido las personas en su línea de negocio en la historia del cine y la televisión. Colt recibe muchos golpes como doble, pero considera que vale la pena porque está enamorado de la operadora de cámara Jody Moreno, quien aspira a convertirse en directora. En su último proyecto, Colt está haciendo acrobacias para el importante actor de Hollywood Tom Ryder. Colt se coloca un arnés para filmar una escena en la que sufre una gran caída, pero algo sale mal y Colt cae al suelo y se lastima gravemente la espalda. Se aleja del negocio y de Jody.
Dieciocho meses después, Colt trabaja como aparcacoches y no ha hablado con Jody desde el incidente. Es descubierto por un excompañero de trabajo que se refiere a él como "el chivo expiatorio" después de lo sucedido, por lo que Colt trae su auto de regreso agresivamente y haciendo donas frente a él. Más tarde, Gail Meyer, la productora cinematográfica que trabaja frecuentemente con Ryder, se pone en contacto con Colt. Ella le ofrece a Colt la oportunidad de ser el doble de Ryder en una nueva película de ciencia ficción épica llamada Metalstorm y quiere que Colt se una a la producción en Sídney, Australia, pero Colt se niega hasta que Gail le informa que Jody está dirigiendo la película.
Colt llega al set y se reúne con su amigo, el coordinador de especialistas Dan Tucker, quien le informa que su primer truco importante es una tirada de cañón, lo que consterna a Colt porque teme arruinarlo frente a Jody. El equipo sigue adelante con el truco del cañón, con el auto de Colt dando tumbos por una playa antes de que él saque el pulgar para hacerles saber al equipo que está bien (un hábito de los especialistas, como él afirma). Cuando Jody ve que Colt es el especialista, no está muy contenta de verlo después de tanto tiempo fuera, lo que contradice la afirmación anterior de Gail sobre Colt de que Jody preguntó específicamente por él. Para su siguiente truco, le prenden fuego y lo arrojan contra una pared. Luego, Colt y Jody intentan analizar la escena mientras discuten de manera desagradable su relación frente al equipo, y la mayoría de la gente parece estar del lado de Jody.
Gail visita a Colt en su tráiler para hacerle saber que Ryder ha desaparecido después de haberse acostado con algunas personas turbias, y le está encargando a Colt que lo encuentre para salvar la producción cinematográfica de Jody en las próximas 48 horas. Colt luego va a su auto y recuerda su tiempo con Jody mientras escucha a Taylor Swift y llora antes de que aparezca Jody, y tiene que actuar con calma. Ella se sube al auto con él y le habla de lo importante que es la película para ella, y él promete no descarrilar la producción para ella.
Colt va al apartamento de Ryder para intentar encontrarlo, pero es atacado por Iggy Star, la novia de Ryder y actriz principal de "Metalstorm". Después de caminar un poco por el lugar, Colt descubre que Iggy está usando una espada de utilería y luego intenta explicar que está buscando a Ryder por el bien de la película. Iggy le dice que vaya a un club nocturno al que va Ryder y que busque a su traficante de drogas.
Colt ingresa al club vistiéndose de manera llamativa y conoce al traficante de drogas, Doone. Cuando Colt pregunta por Ryder, Doone le da a Colt una bebida drogada e intenta que sus muchachos se ocupen de él. Colt comienza a tropezar, pero logra golpear a tres matones antes de perseguir a Doone afuera mientras intenta tomar un taxi. Colt salta delante del taxi y evita que Doone se escape. Le dice a Colt que le pagaron para drogarlo y lo dirige a un hotel para encontrar a alguien llamado Kevin y pedirle un "plato de frutas". Colt también alucina al ver un unicornio.
En el hotel, Colt se encuentra con Jody, quien le dice que el estudio se está entrometiendo en la historia de amor de su película. Luego, Colt se encuentra con el conserje, Kevin, quien le da un "plato de frutas", que es solo la llave de la habitación del hotel de Ryder. Después de algunos intentos fallidos con la llave de la puerta, Colt irrumpe en la habitación derribando la puerta. Jody lo llama y le habla sobre algunas ideas para la película mientras bromea en broma. Posteriormente, Colt encuentra el cadáver de otro especialista, Henry Herrera. Colt llama a Gail, quien le aconseja que no hable con la policía, pero lo hace de todos modos porque un oficial se le acerca porque está estacionado ilegalmente. Cuando Colt menciona el cuerpo en la tina de hielo, regresan a la habitación de Ryder y encuentran la tina completamente vacía... y Colt aún recibe una multa.
Al día siguiente de rodaje, Dan se queja de que Jody se inspiró en todo lo que habló con Colt, ya que tiene ideas más grandes y complicadas para el rodaje. Colt reemplaza a Ryder para que puedan usar tecnología de falsificación profunda y agregar la cara de Ryder al producto final. Más tarde, Jody invita a Colt a salir al karaoke, lo cual él acepta.
De camino al karaoke, Colt se encuentra con Alma Martin, la asistente personal de Tom, junto con un perro entrenado llamado Jean-Claude con el que ha trabajado. Cuando le pregunta a Alma sobre Ryder, ella dice que los vio por última vez a él y a Henry en una fiesta loca antes de que Gail la llamara para que se fuera. Alma puso sus manos en el teléfono de Ryder ya que su jefe de seguridad, Dressler, la estaba acosando por ello. Ella sabe que hay algo criminal ahí y está dispuesta a denunciarlo, pero le dice a Colt que quiere crédito de productora en "Metalstorm". Dice que verá qué puede hacer antes de que Dressler se burle de ambos y secuestra a Alma en su camioneta. Colt atrapa a Jean-Claude y roba un camión para perseguirlos, mientras Jody está en el bar de karaoke esperándolo y decepcionada de que no esté allí. Jody continúa interpretando "Against All Odds (Take a Look at Me Now)" mientras Colt lucha contra los matones después de que él y el perro llegan a su camioneta. Jean-Claude muerde a los matones en las pelotas antes de ir al frente para ayudar a Alma a deshacerse del matón del conductor. Se las arreglan para detener el auto y Colt choca contra el parabrisas, pero está bien. Luego corre con el perro al bar de karaoke, solo para encontrar a Dan allí, y dice que Jody se fue hace mucho tiempo.
Colt y Dan le dan el teléfono de Ryder a su compañero de tripulación Venti (Zara Michales) para que lo piratee, pero ella necesita su contraseña. Los chicos van al apartamento de Ryder y revisan su amplia gama de recordatorios de notas adhesivas hasta que logran encontrar la contraseña escrita a la vista. Después de que Venti desbloquea el teléfono, Colt y Dan encuentran un video de Ryder, Iggy y algunos de sus amigos con Henry, quien bromea acerca de que Ryder no hace sus propias acrobacias. Se ve a Ryder tratando de hacer un truco, solo para derribar accidentalmente a Henry y matarlo. Momentos después, Venti llama a Dan para informarles a los chicos que las noticias informan sobre la muerte de Henry y nombran a Colt como el principal sospechoso. Pronto, Dressler y sus matones aparecen y abren fuego contra Colt y Dan, quienes rápidamente actúan. Dressler termina disparando y destruyendo el teléfono de Ryder de las manos de Colt. Luchan contra algunos matones mientras Colt sale y salta al bote de Ryder, estrellándose contra el techo. Luego se encuentra cara a cara con Ryder antes de quedar inconsciente.
Colt se despierta y se encuentra atado, y Ryder exige que le devuelvan su teléfono. Admite haber matado a Henry y haber preparado a Colt para que fuera "el chivo expiatorio" del crimen, además de informarle que todo el encubrimiento fue idea de Gail después de que él se puso a llorar con ella. Ryder también admite que organizó el accidente de Colt porque sintió que Colt le estaba robando el protagonismo. Esto sucede justo cuando Gail va a reunirse con Jody para decirle que Colt es el sospechoso del asesinato de Henry. Después de que Colt admite que Dressler destruyó el teléfono, Ryder hace que sus matones rocíen a Colt con queroseno para prenderle fuego, pero se mete un poco en la boca y se lo escupe a Dressler cuando intenta prenderle fuego. Colt se sube a un bote e intenta escapar mientras navega hacia atrás. Intenta comunicarse con Jody, pero Gail moja su teléfono intencionalmente antes de que Jody pueda contestar su llamada. Colt finalmente logra llegar a Jody e intenta explicarse, pero los villanos lo persiguen y hacen que su bote se estrelle y explote, aunque logra saltar a un lugar seguro. Se presume que Colt está muerto y se considera un suicidio, mientras que los villanos usan la tecnología deepfake para usar la cara de Colt en el cuerpo de Ryder en el video que muestra a Ryder matando a Henry.
Colt se acerca a Dan y recibe ayuda para regresar al set disfrazado de un extraterrestre de la película. Jody lo golpea debido a la confusión hasta que se revela. Antes de que Colt pueda explicarse, Jody lo abraza con un beso, pero el momento se arruina con Gail afuera. Jody esconde a Colt y escucha a Gail hablar sobre la supuesta muerte de Colt, además de intentar hacer el truco de salto del gran auto de Jody para la película en VFX y centrarse en el épico monólogo final de Ryder. Después de que Gail se va, Colt y Jody organizan un plan para lograr que Ryder confiese el asesinato, pidiéndole que salte él mismo en el auto, ya que usará un micrófono y, por lo general, olvida que lo están grabando, por lo que siempre está visto u oído decir lo que quiera sin filtro.
El equipo se prepara para la gran escena y filma el monólogo de Ryder. Jody mete a Ryder en el auto diciéndole que necesita un primer plano de él. Colt se revela y comienza a alejarse con el auto, lo que provocó que Dressler y sus matones lo persiguieran. Jody y Dan ayudan a mantener a los matones alejados de Colt el tiempo suficiente hasta que logra que Ryder admita haber matado a Henry y dice que a Gail se le ocurrió el marco antes de que Colt realice el salto épico a través de un cañón, que deja a Ryder inconsciente. Luego, Gail consigue un helicóptero para ir a buscarla a ella y a Ryder después de que ella roba su cinta de confesión. Con la ayuda de Jody, Colt es arrojado hacia el helicóptero y lucha contra Gail y Ryder hasta que recupera la cinta y salta sobre una colchoneta colocada por la tripulación en el momento adecuado. Colt y Jody celebran su victoria con un beso.
"Metalstorm" finalmente llega a los cines con Jason Momoa reemplazando a Ryder como actor principal. La película se convierte en  en un Blockbuster  y Alma obtiene su crédito de productora. Colt dice que si bien los héroes de la película obtuvieron su final feliz, él y Jody también obtuvieron el suyo.
Los créditos muestran las acrobacias que se muestran en la película. Al final, vemos a la policía venir a arrestar a Ryder y Gail después de que su helicóptero se estrellara. Son recibidos por los policías principales (Lee Majors y Heather Thomas, las estrellas del programa de televisión original "Fall Guy"), pero Ryder sale corriendo al set para intentar pedir ayuda. Esto activa la pirotecnia y hace explotar a Ryder, lo que lleva a Alma a llamar al agente de Momoa.

## Reparto
- Ryan Gosling como Colt Seavers, un doble de riesgo
- Emily Blunt como Jody Moreno, una maquilladora protésica con una conexión romántica con Colt.
- Aaron Taylor-Johnson como Tom Ryder, una estrella de cine que desaparece
- Stephanie Hsu como Alma Milan, asistente personal de Tom
- Winston Duke como Dan Tucker, el mejor amigo de Colt y coordinador de dobles
- Hannah Waddingham como Gail Meyer, productora de cine
- Teresa Palmer como Iggy Starr, novia y coestrella de Tom
- Ben Knight como Dressler
- Lee Majors y Heather Thomas, quienes protagonizaron la serie de televisión original, tienen cameos en la película como agentes de policía,[6] mientras que Jason Momoa aparece como él mismo.

## Producción

### Desarrollo
En julio de 2010, Los Angeles Times informó que se estaba desarrollando una película basada en la serie de la década de 1980 Profesión Peligro. DreamWorks se había asociado con los productores Walter F. Parkes y Laurie MacDonald en el proyecto, y Martin Campbell estaba en conversaciones para dirigir la película. DreamWorks, a través de Touchstone Pictures de Disney, estrenaría la película en América del Norte, América Latina, Rusia, Australia y Asia, mientras que Mister Smith Entertainment se encargaría de las ventas en los territorios restantes. En septiembre de 2013, Dwayne Johnson estaba en negociaciones para interpretar el papel principal y McG estaba en conversaciones para dirigir.
En septiembre de 2020, se dijo que Ryan Gosling, el director David Leitch y el escritor Drew Pearce estaban trabajando en una "película de dobles sin nombre" que había sido adquirida por Universal Pictures. En mayo de 2022, se confirmó que este proyecto era una nueva versión de The Fall Guy. La película es producida por Universal Pictures con 87North y Entertainment 360 de Leitch, con Leitch y Kelly McCormick produciendo junto a Gosling y Guymon Casady. Pearce también es productor ejecutivo, al igual que Geoff Shaevitz y el creador de la serie original Glen A. Larson.
Variety informó que el gobierno australiano y las autoridades estatales de Nueva Gales del Sur agregaron fondos a la producción hasta A$30 millones y A$14.5 millones respectivamente, con Paul Fletcher, Ministro Federal de Comunicaciones, Infraestructura Urbana, Ciudades y Artes de Australia, estimando un auge a la economía local, más de 1000 miembros del elenco y el equipo australiano y más de 3015 extras de películas australianas.

### Casting
En septiembre de 2022, se agregó Emily Blunt al elenco y Gosling y su familia llegaron a Australia para comenzar a filmar. En octubre de 2022, se reveló que Aaron Taylor-Johnson y Stephanie Hsu se unirían al elenco. En noviembre de 2022, Winston Duke, Hannah Waddingham y Teresa Palmer se unieron al elenco.

### Rodaje

La ciudad de Sídney de noche, donde se filma The Fall Guy.

La fotografía principal comenzó en octubre de 2022 en Sídney, Australia, en Disney Studios Australia en Moore Park, Sídney. El 20 de octubre de 2022, aparecieron en los medios imágenes de la producción filmando tomas nocturnas en el estacionamiento de Goulburn Street en Sídney con Gosling luciendo cabello largo y barba. El 22 de enero de 2023, el puente de la bahía de Sídney se cerró durante varias horas del día para filmar escenas que involucraban a Ryan Gosling. La fotografía principal se completó el 2 de marzo de 2023.

## Estreno
The Fall Guy se estrenó el 1 de mayo de 2024.

## Respuesta crítica
The Fall Guy recibió críticas generalmente positivas de los críticos.